# PCSK225

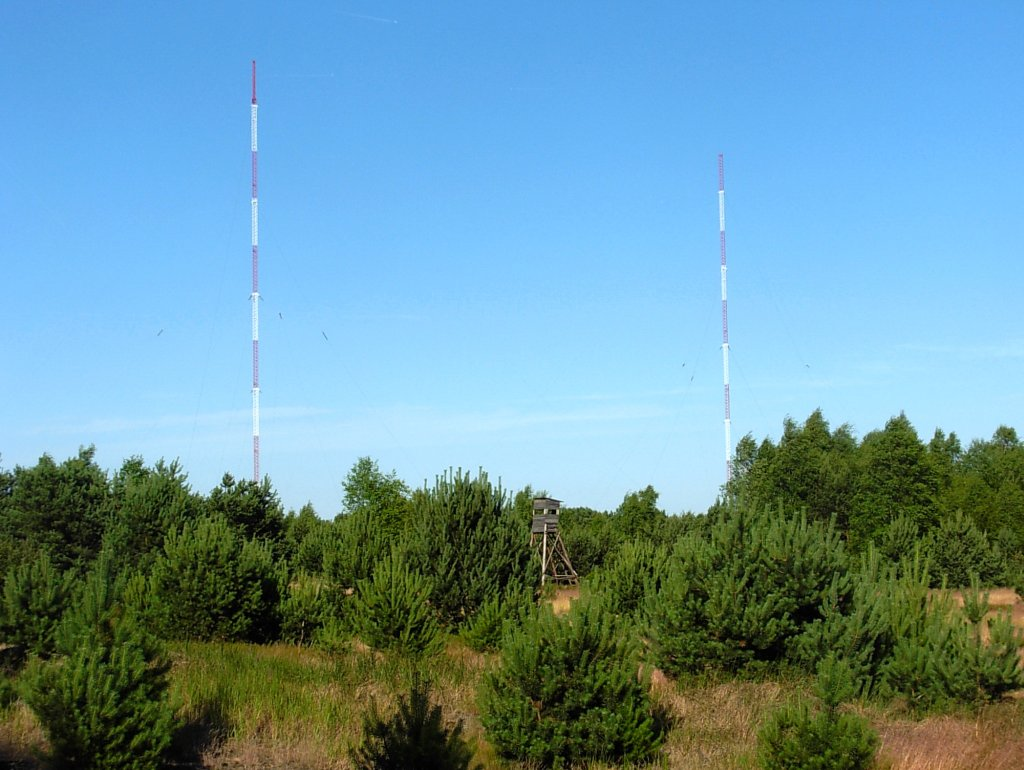
Maszty RCN Solec Kujawski

PCSK225 – sygnał radiowy zawierający wzorzec czasu. Nadawany jest w paśmie fal długich, na częstotliwości 225 kHz. Nadajnik zlokalizowany jest w Radiowym Centrum Nadawczym (RCN) w Solcu Kujawskim i jego podstawowym zadaniem jest nadawanie Programu Pierwszego Polskiego Radia. Przy zastosowaniu modulacji fazy, w sygnale nośnym zakodowana jest ramka czasu wzorcowego UTC(PL). Sygnał wzorcowy jest nadawany w ramach serwisu e-Czas Radio, zrealizowanego przez Główny Urząd Miar w 2023 roku.
Sygnał jest stabilizowany za pomocą wzorcowych zegarów rubidowych, znajdujących się lokalnie w RCN. Zarówno parametry sygnału, jak i częstotliwość fali nośnej są monitorowane przez urządzenia odbiorcze zlokalizowane w Laboratorium Czasu i Częstotliwości w siedzibie Głównego Urzędu Miar w Warszawie.

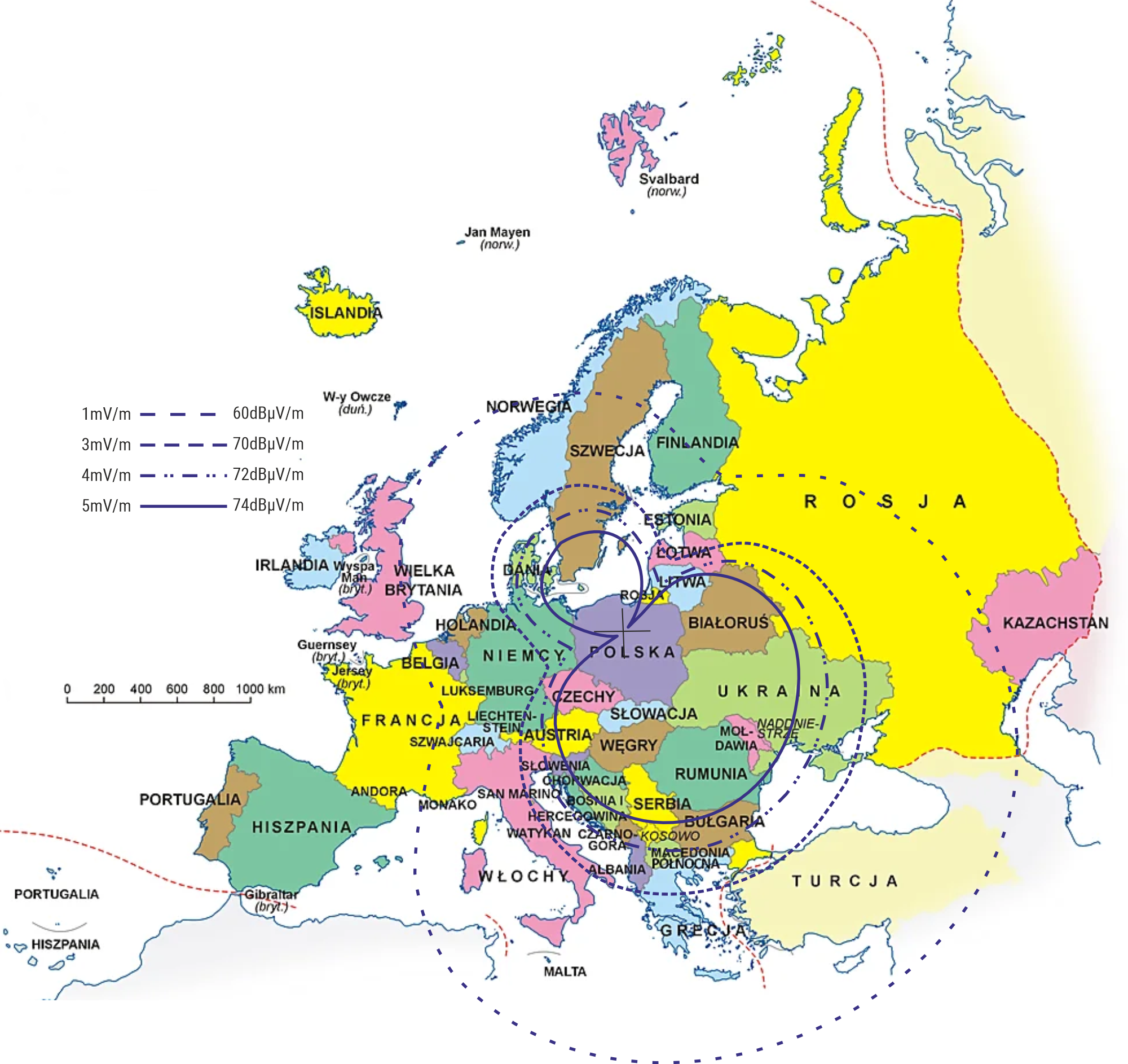
Zasięg nadajnika PCSK225

Dzięki znacznej mocy nadajnika wynoszącej maksymalnie 1200 kW i dwóm antenom ćwierćfalowym o wysokościach 330 i 289 m, uzyskuje się zasięg w całej Polsce i dużej części Europy Środkowej i Południowo-Wschodniej.

## Serwis e-Czas Radio[1]
W ramach projektu e-CzasPL w listopadzie 2023 został uruchomiony krajowy system nadawania kodowanych, cyfrowych sygnałów czasu na falach długich. W ten sposób powstała możliwość zsynchronizowania z polskim czasem urzędowym dowolnego urządzenia odmierzającego czas, wykorzystując proste radioodbiorniki. Rozwiązanie pozwala na zsynchronizowanie do czasu urzędowego z dokładnością kilku lub kilkunastu milisekund. System jest dodatkowym (redundantnym) źródłem informacji o czasie dla użytkowników.
Sygnały generowane są na podstawie wysokostabilnych, rubidowych wzorców częstotliwości. Za pomocą urządzeń odbiorczych, GUM zdalnie monitoruje zmiany częstotliwości fali nośnej, a także dokładność kodowanych sygnałów czasu i porównuje je względem generowanej i utrzymywanej w GUM skali Czasu Urzędowego Rzeczypospolitej Polskiej.
System jest częścią projektu „e-CzasPL” – System Niezawodnej i Wiarygodnej Dystrybucji Czasu Urzędowego na Obszarze RP, który został uruchomiony 28 grudnia 2023 roku.

## Zastosowania
Sygnał PCSK225 (podobnie jak DCF77) można stosować wszędzie tam, gdzie jest wymagana średnia dokładność synchronizacji czasu do skali UTC(PL), na przykład w kolejnictwie, systemach komputerowych, sterowaniu oświetlenia ulicznego, zegarach zmierzchowych, łączności i przemyśle itp. Można go też stosować w zegarach wyświetlających czas, takich jak zegary domowe i przemysłowe. Urządzenia korzystające z PCSK225 automatycznie mogą przestawiać czas z zimowego na letni i odwrotnie. Ze względu na duży zasięg nadajnika, sygnał synchronizacji można stosować w całej Polsce, krajach nadbałtyckich, Słowacji, Czechach i dużej części Europy. Podstawowym zastosowaniem jest zapewnienie zapasowego sygnału synchronizacji na wypadek wystąpienia zakłóceń systemów nawigacji satelitarnej na terenie kraju.

## Sposób działania
Transmisja ramki ze znacznikiem (ang. timestamp) odbywa się co minutę w szczelinie czasowej trwającej 3 sekundy. Dane ramki wysyłane są z przepływnością 50 bps. W każdej szczelinie czasowej, transmisja rozpoczyna się od początku sekundy. Po każdej nadanej ramce, system wyłącza modulacje fazy nośnej aż do kolejnej transmisji danych. System, oprócz nadawania ramek ze znacznikiem czasu, wysyła również ramki z inną zawartością (w pozostałych 19 szczelinach czasowych w ciągu pełnej minuty).
Ramka ze znacznikiem czasu składa się z 12 bajtów. Transmisja pełnej ramki czasowej zajmuje 1,92 s.
Specyfikacja techniczna zawarta jest w dokumentacji na stronie e-CzasPL Radio (GUM) oraz w serwisie GitHub

## Implementacje sprzętowe i programowe
Na potrzeby swobodnego upowszechnienia, GUM zaprojektował przykładowy, referencyjny odbiornik radiowy z dekoderem ramki czasu. Dokumentacja odbiornika została opublikowania na licencji open-source w serwisie GitHub. Referencyjny odbiornik zapewnia synchronizację z dokładnością około 10 ms. Ze względu na opóźnienie sygnału radiowego w drodze od nadajnika do odbiornika, ramka jest zwykle opóźniona o 500-800 ms względem czasu NTP, zależnie od odległości od nadajnika. Dodatkowo, mogą występować fluktuacje (ang. jitter) w synchronizacji między skalą UTC(PL) a czasem w odbiorniku wynikające ze zmian warunków atmosferycznych i zakłóceń.
Istnieją także implementacje programowe i odbiorniki oparte na technologii SDR.